# A cuore scalzo
A cuore scalzo è il secondo singolo estratto dall'album Quindi?, del cantautore romano Max Gazzè, pubblicato nel 2010.

## Video musicale
Il videoclip è stato pubblicato il 24 settembre 2010 sul canale YouTube della Universal Music Italia.

## Tracce
1. A cuore scalzo – 3:41